# Walter Camp

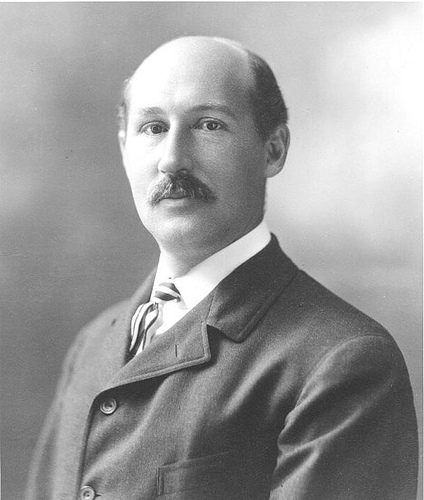
Walter Camp 1910

Walter Chauncey Camp (* 7. April 1859 in New Britain, Connecticut; † 14. März 1925 in New York City) war ein amerikanischer Sportpionier, Footballcoach und Sportjournalist, der als Erfinder des American Football gilt. Aufgrund seiner Bedeutung für den American Football wurde er 1951 als einer der ersten in die College Football Hall of Fame aufgenommen.

## Das Lebenswerk von Walter Camp
Zur Zeit von Camps Jugend war Fußball die beliebteste Sportart für "harte Kerle". Jedoch entschied man sich in den beiden wichtigsten Universitäten in den USA dieser Zeit, Yale und Harvard, Rugby zu spielen. So kam es zum ersten Harvard-Yale Rugbyspiel im Jahre 1876. Camp war, auf Seiten von Yale, Spieler bei dieser Begegnung. Jedoch gefielen ihm die Regeln nicht, sodass er neue hinzufügte und so quasi einen neuen Sport erfand, American Football.
Nach seiner aktiven Zeit als Footballspieler an der Yale University von 1877 bis 1882 übernahm er das Amt des Trainers von 1888 bis 1891. In dieser Zeit verfeinerte er seine Modifikationen des Regelwerks. Im Anschluss daran begann er für Zeitungen zu schreiben, verfasste Bücher und erfand den Begriff des All-American-Team. Dies ist eine bis heute existierende Auszeichnung für die besten Collegespieler eines Jahres, die in einer fiktiven Mannschaft zusammengefasst werden.
Da Football zu dieser Zeit ein reiner Amateursport war und sich wenig Geld damit verdienen ließ, musste er im Management eines Uhrenherstellers arbeiten. Zusätzlich erhielt er einen kleinen Bonus als Schatzmeister der Yale Financial Union (YFU), die alle Aktivitäten der Athleten der Yale University überwachte. Nach über 10-jähriger Tätigkeit gelang es ihm, 100.000 Dollar von der YFU zu akquirieren, um den Yale Bowl bauen zu lassen. Ein Stadion, in dem noch heute die Heimspiele von Yale ausgetragen werden und das 1914 eröffnet wurde.
Auch in seinem späteren Leben befasste er sich mit Football und war Mitglied des Intercollegiate Football Rules Committee, welches sich mit der Sicherheit der Spieler befasste. So arbeitete Camp lange Jahre daran, den so genannten „Flying Wedge“-Spielzug zu verbieten, da dieser diverse Spieler getötet hatte.
1925 starb er an einem Herzinfarkt bei einem Treffen des Rules Committee.
Später wurde der Preis für den besten College Spieler einer abgelaufenen Saison nach Walter Camp benannt, der Walter Camp Award. Dieser ist nicht zu verwechseln mit der Heisman Trophy, die dem auffälligsten Spieler einer College-Saison verliehen wird.

## Camps Neuerungen
Camp modifizierte diverse Rugbyregeln, um so Football zu erschaffen, unter anderem:
- Festlegung auf 11 Spieler pro Mannschaft
- Einführung des Down-Systems, bei dem jede Mannschaft 4 Versuche hat 10 Yards zu überbrücken (Camps erster Ansatz waren 3 Versuche für 5 Yards)
- ein neues Punktesystem, welches diverse Male seitdem geändert wurde
- sowie den Snap vom Center.

## Ehrungen
Zu seiner Ehrung gab der United States Postal Service im August 2003 eine Briefmarke mit seinem Abbild heraus.

## Quelle
- Walter Camp in der Notable Names Database (englisch)
- Walter Camp in der College Football Hall of Fame

| Personendaten    | Personendaten                                                     |
| ---------------- | ----------------------------------------------------------------- |
| NAME             | Camp, Walter                                                      |
| ALTERNATIVNAMEN  | Camp, Walter Chauncey (vollständiger Name)                        |
| KURZBESCHREIBUNG | US-amerikanischer Sportpionier, Footballcoach und Sportjournalist |
| GEBURTSDATUM     | 7. April 1859                                                     |
| GEBURTSORT       | New Britain, Connecticut                                          |
| STERBEDATUM      | 14. März 1925                                                     |
| STERBEORT        | New York City                                                     |